# Labosse
Labosse – miejscowość i gmina we Francji, w regionie Hauts-de-France, w departamencie Oise.
Według danych na rok 1990 gminę zamieszkiwało 369 osób, a gęstość zaludnienia wynosiła 26 osób/km² (wśród 2293 gmin Pikardii Labosse plasuje się na 633. miejscu pod względem liczby ludności, natomiast pod względem powierzchni na miejscu 225.).